# Giovanni Francesco Alberti de Bormio
Giovanni Francesco Alberti de Bormio (1596-abans de 1665), fou capità de les milícies de Bormio.
Juntament amb son germà Gioachino Alberti, va estar entre els principals caps del comtat que es van revoltar contra els grisons i van lluitar a la guerra franco-imperial del 1620 al 1630 per la possessió de Valtellina. Els seus fills Gioachino, Giovanni Francesco, Giacomo Antonio i Bernardo Alberti foren creats noble del Sacre romà imperi per diploma imperial de 3 de novembre de 1665. Son germà Gioachino (mort el 1673) fou podestà de Bormio diverses vegades durant el període d'independència del comtat amb la Valtellina (1620-1639) i fou creat noble del Sacre imperi pel mateix diploma, així com un altre germà de nom Nicola Alberti. Els descendents van heretar la noblesa.